# Acanthobrama hadiyahensis
Acanthobrama hadiyahensis és una espècie de peix cipriniforme de la família dels ciprínids que es troba a Aràbia Saudita.